# 成城コルティ
成城コルティ（せいじょうコルティ、SEIJO CORTY）は、東京都世田谷区成城にある、小田急グループが運営管理するショッピングモール。小田急電鉄小田原線成城学園前駅の上部に位置する駅ビルである。

## 概要
開発コンセプトは、商業部分が「成城らしい豊かさの追求」、設計は「緑を大切にした良質な環境づくり」で成城にふさわしいショップの集積と、環境に配慮した施設づくりが大きな特徴となっている。
建物は地下1階・地上4階建てで、成城にふさわしい商業空間の創造として、①1階から屋上店舗階に広がる立体的な半屋外的空間、②回廊上の通路に沿って展開する路面店型の店舗群、③店舗の庭を兼ね、緑化基準を上回る規模の屋上庭園、の3点 。また環境負荷の低減として、①共用通路・駐車場の機械空調、換気設備を不要とするなどの省エネルギー化、②屋上庭園設置によるヒートアイランド現象抑制、の2点。とくに2つの屋上庭園（オリーブの庭、雑木林の丘）をはじめ、緑が多いのが特徴で、ビル全体を緑で覆うことによりヒートアイランド現象の抑制を図っている。屋上西側のオリーブの庭からは富士山、東側の雑木林の丘からは新宿、東京タワーを望むことが出来、昼夜を問わず楽しめる。
核店舗として都市型スーパーOdakyu OXが出店。また、木下の保育園成城、ほっとステイ、おでかけひろばからなる子育てステーション成城が併設されている。トイレはすべての大便器に温水洗浄便座を完備し、車椅子やオストメイトなどの利用に対応した多目的トイレも設置された。ベビー休憩室も配され、その中にオムツの交換台や授乳室・ミルクが作れるように浄水器付の温水の出るシンクも用意されている。

## 年表
- 2006年9月29日 - 開業。
- 2007年4月27日 - 北側建物オープン。

## フロア案内
- B1F ホーム

- 1F 駅・構内店舗（OX SHOP、箱根そば、小田急バス案内所、オーガニックカフェGIO）
- 1F 食料品・サービス・ レストラン・カフェのフロア
  - スーパーマーケット（Odakyu OX）、カフェ（DEAN&DELUCA）、パン屋（アンデルセン）、和菓子屋（成城散歩）など。
  - 南側店舗 小田急不動産

- 2F ライフスタイル・ホビーなどのフロア
  - 三省堂書店、ドラッグストア（トモズ）、雑貨屋(George's)、(KEYUCA)、（Afternoon Tea LIVING）、(HANSEL & GRETEL)、ファッション衣料（アース ミュージック＆エコロジーナチュラル ストア）など。

- 3F サービスのフロア
  - 子育てステーション成城、クリニックモール、金融（三井住友信託銀行コンサルプラザ）、美容室(ASTA AVEDA)、学習塾（東京個別指導学院）など。

- 4F レストラン・カフェ・サービスのフロア
  - フランス料理（グランファミーユ・シェ松尾）など。

## 駐車場・駐輪場
- 駐車場

建物の3階部分に62台の駐車場がある。入口は1か所で建物の東側からスロープで上がるようになっている。
- 駐輪場

南北の建物に設置されている。
北側の建物は1階に自転車、原付バイク、大型バイクの駐輪場が設置。
南側の建物は1階に自転車、原付バイク、大型バイクの駐輪場、2階には自転車の駐輪場が設置。

## ギャラリー

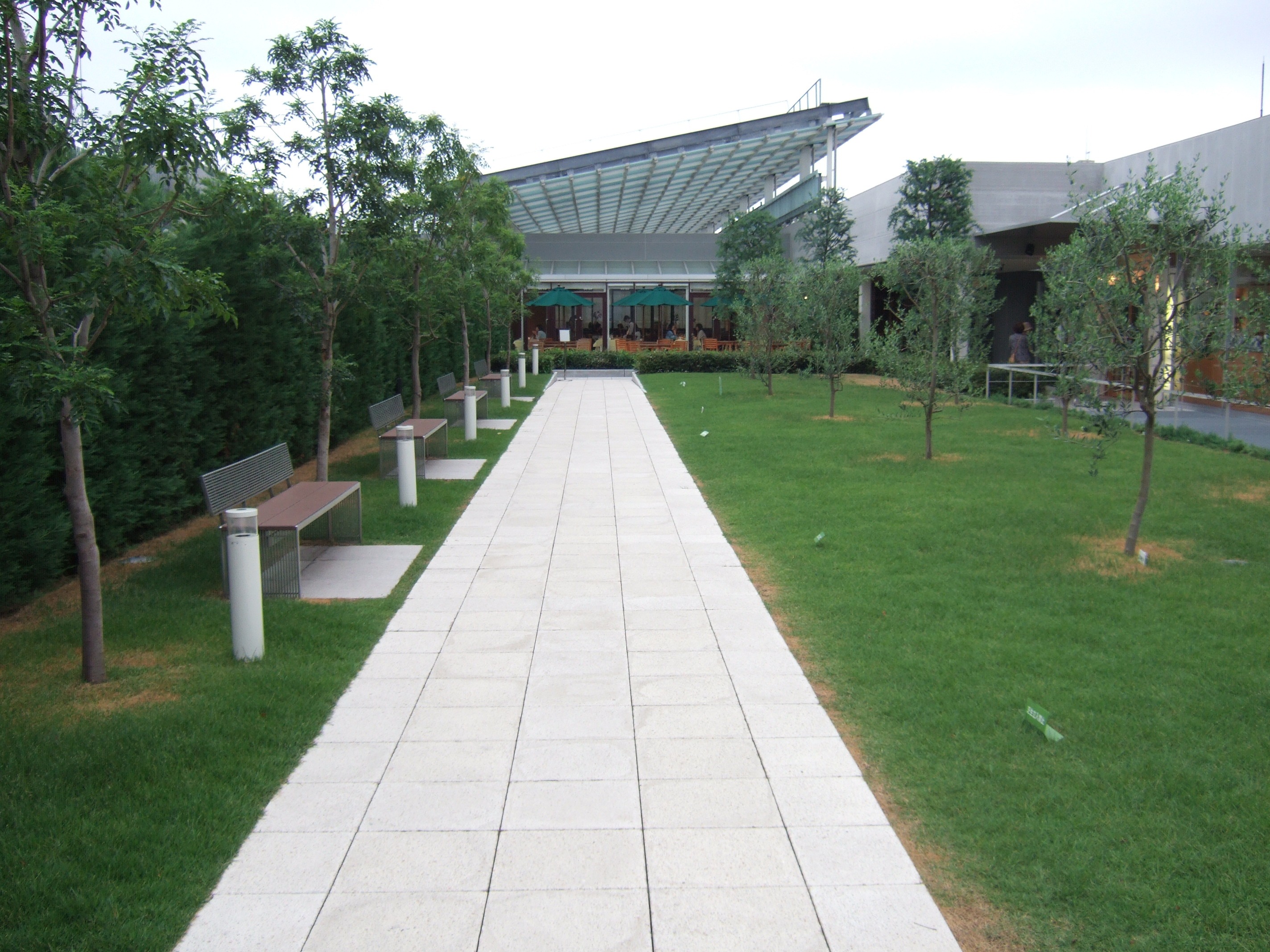
西側屋上庭園
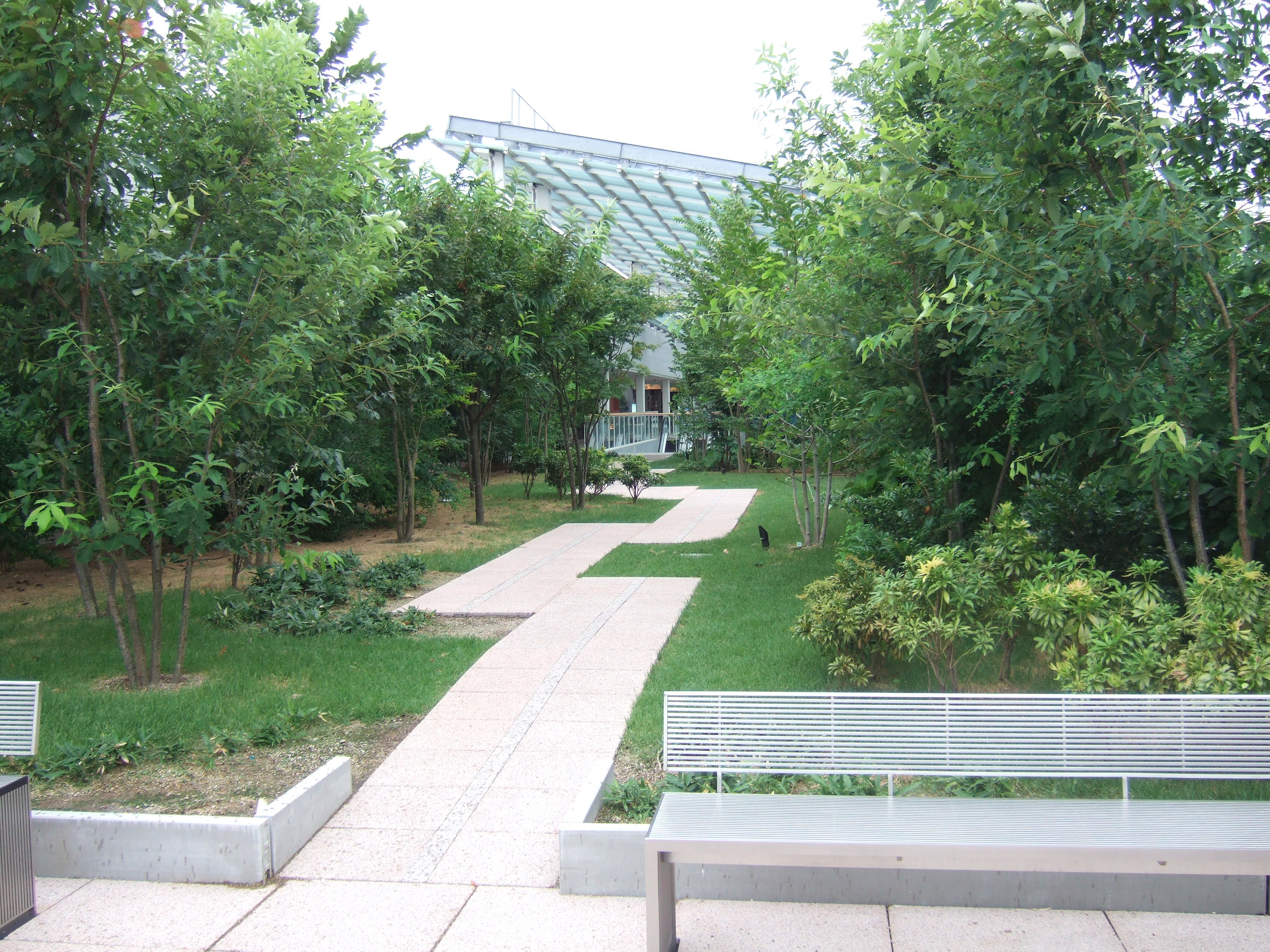
東側屋上庭園
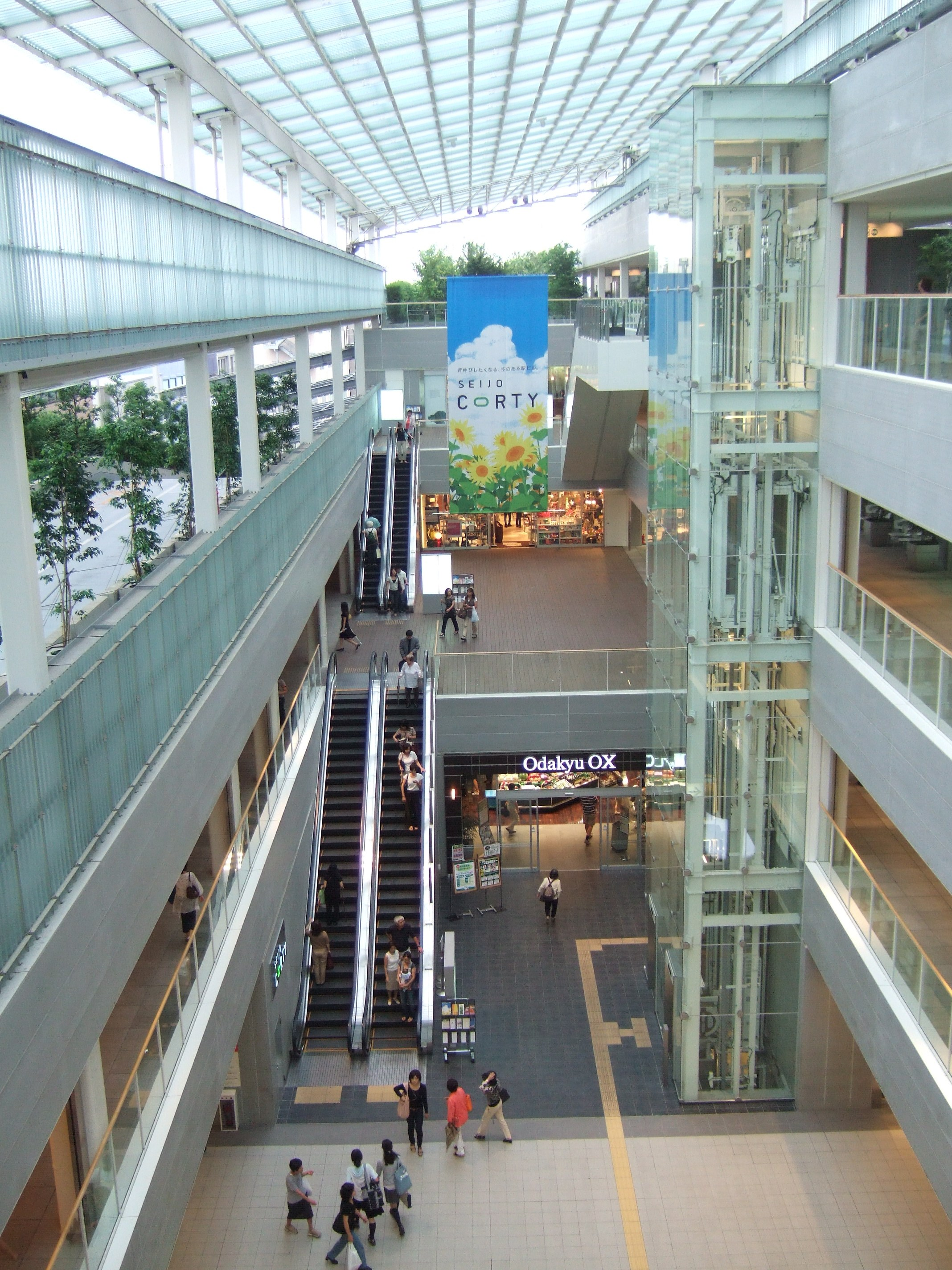
吹抜け
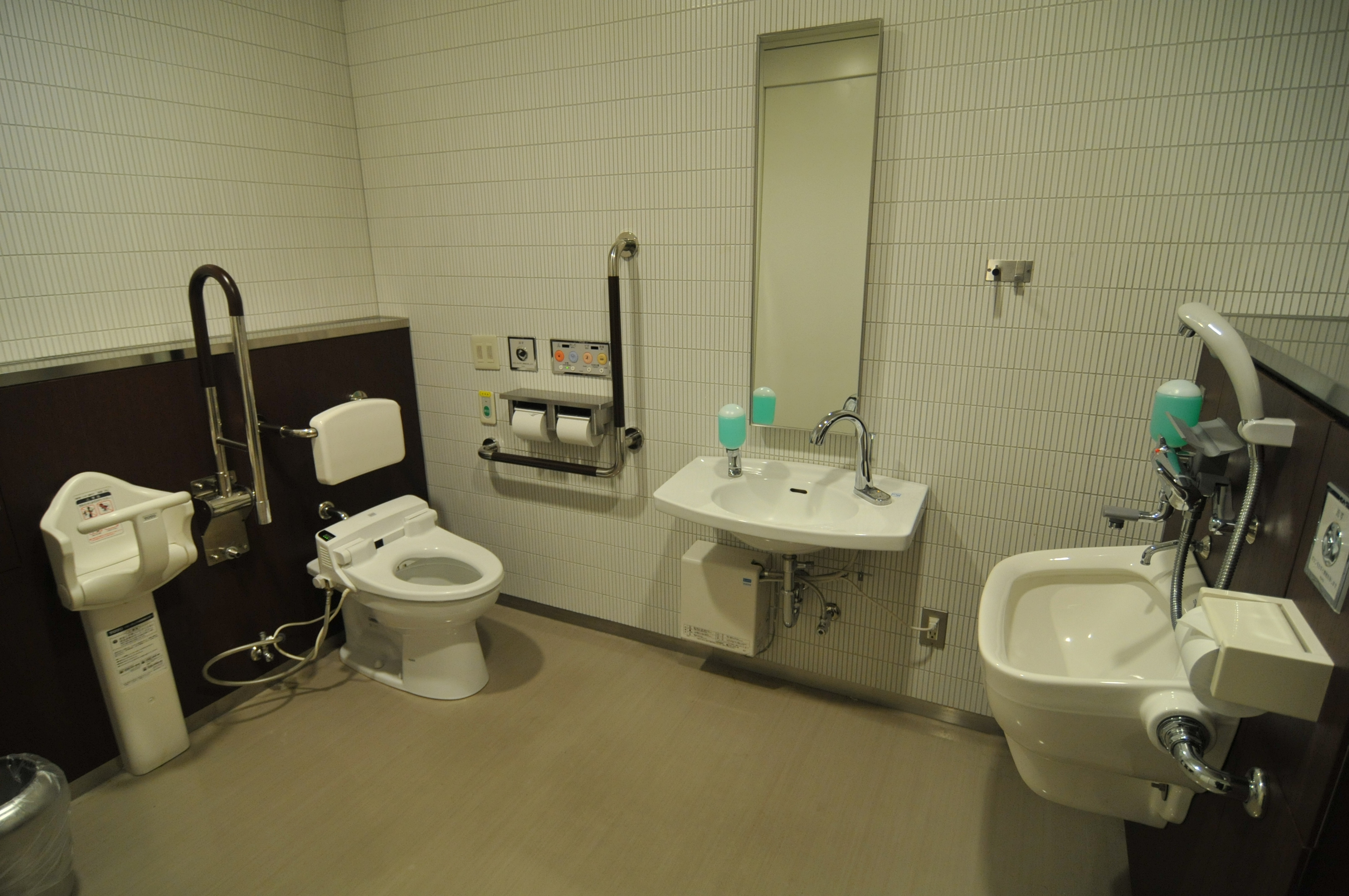
多目的トイレ
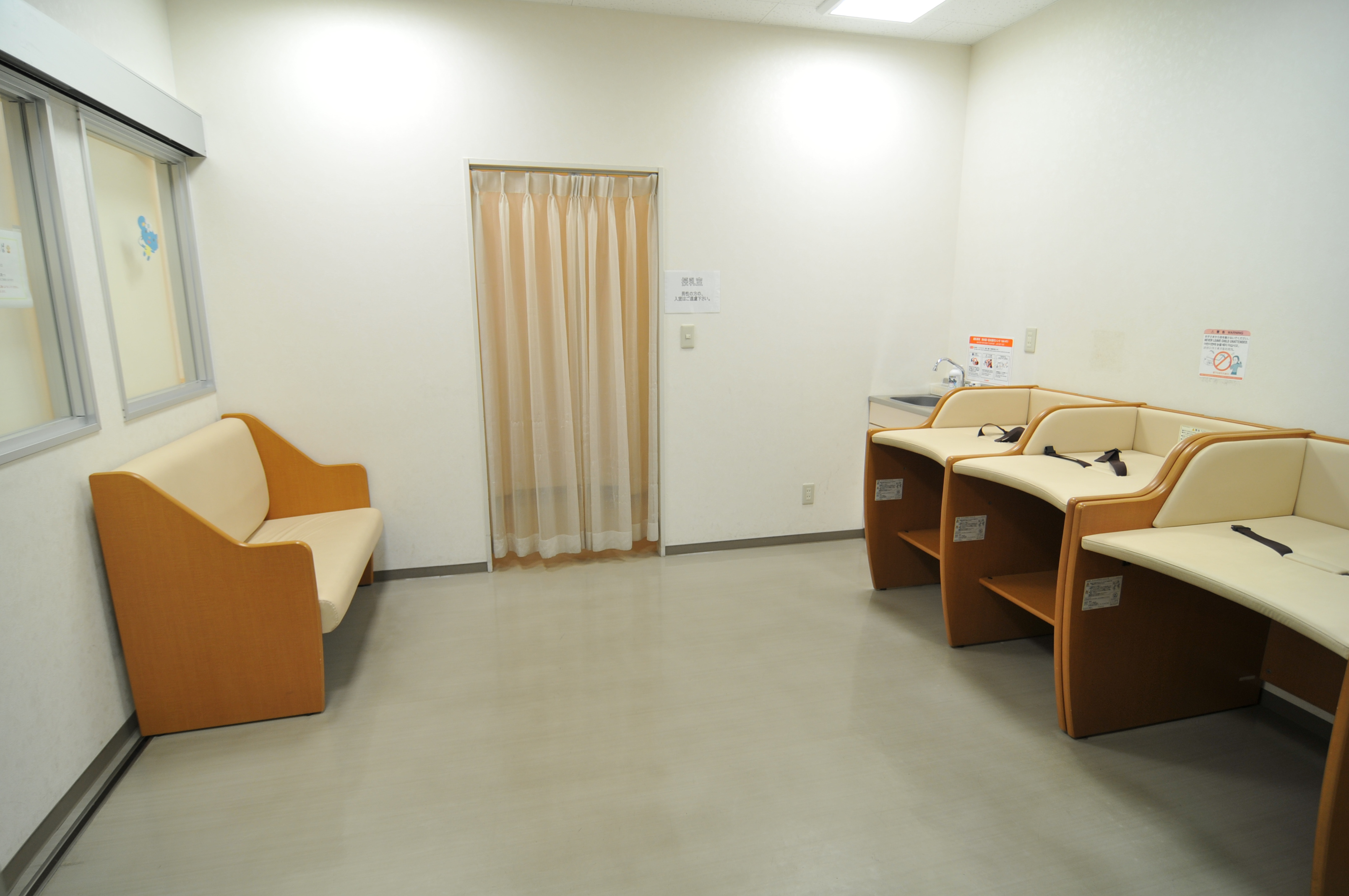
ベビー休憩室